# 106e brigade de défense territoriale
Pour les articles homonymes, voir 106e brigade.
La 106e brigade de défense territoriale En ukrainien : 106-та окрема бригада територіальної оборони (romanisé : 106-ta okrema bryhada terytorialʹnoyi oborony), abrégé en 106-та ОБрТрО ; numéro d'unité militaire А7034) est une grande unité des forces de défense territoriale ukrainiennes basée dans l'oblast de Khmelnytskyï et dépendant du Commandement opérationnel ouest.

## Création
La brigade est formée le 27 juin 2018, mais elle n'entre en service qu'en novembre de la même année en agrégeant plusieurs bataillons de défense territoriale. Les différentes unités de la brigade sont réparties dans les villes de l'oblast de Khmelnytskyï et sont toutes encadrées par des officiers expérimentés ayant servi dans le Donbass. 
Entre 2019 et 2021, la 106e brigade participe à des exercices militaires, notamment à destination des officiers.

## Historique et batailles
En février 2022, dans le cadre de la guerre contre la Russie, la 106e brigade est mobilisée, comme le reste des unités de défense territoriales ukrainiennes, et déployée pour défendre la ligne de front dans la région de Zaporijjia.
En septembre 2022, des éléments de la brigade prennent part à la bataille de Lyman lors de la contre-offensive ukrainienne.
En novembre 2022, le 5e bataillon est déployé dans la zone située entre Bakhmout et Sloviansk.
Depuis décembre 2022, l’unité est déployée sur la ligne de front dans les secteurs de Houliaïpole et de Polohy, toujours dans la région de Zaporijjia.

## Structure

### Ordre de bataille
En juin 2024, l'ordre de bataille connu de la brigade est le suivant :
- État-major de la brigade  (Ternopil)[5] ;
  - 
    -  Compagnie de protection du QG ;

  -  86e bataillon de défense territoriale (unité militaire А7179) (Khmelnytskyï)[6],[5] ;
  -  87e bataillon de défense territoriale (unité militaire А7180) (Kamianets-Podilskyi)[5] ;
  -  88e bataillon de défense territoriale (unité militaire А7181) (Chepetivka)[5] ;
  -  89e bataillon de défense territoriale (unité militaire А7182) (Starokostyantyniv)[7],[5] ;
  -  90e bataillon de défense territoriale (unité militaire А7183) (Iarmolyntsi)[5] ;
  -  91e bataillon de défense territoriale (unité militaire А7184) (Slavuta)[5] ;
  -  compagnie de contre-sabotage[5] ;
  -  compagnie de Génie[5] ;
  -  compagnie de communication[5] ;
  -  compagnie de support matériel et technique[5] ;
  -  batterie de mortier[5].

### Chefs de corps
- 2019 - 2021 Colonel Ihor Bouhoun[8]
- 2021 - Colonel Valentyn Bihous